# Табуриенте
Табурие́нте — потенциально действующий стратовулкан на острове Пальма. Находится на территории национального парка Кальдера-де-Табурьенте.
В 1915 году на вулкане произошло крупное извержение. Последнее — 1920 год.

## Извержение 1915 года
Крупнейшее извержение на Канарских островах уничтожило 35 сёл и 4 города. До извержения вулкан считался потухшим в течение 4200 лет. Тип извержения — треск грома.

## Фотогалерея

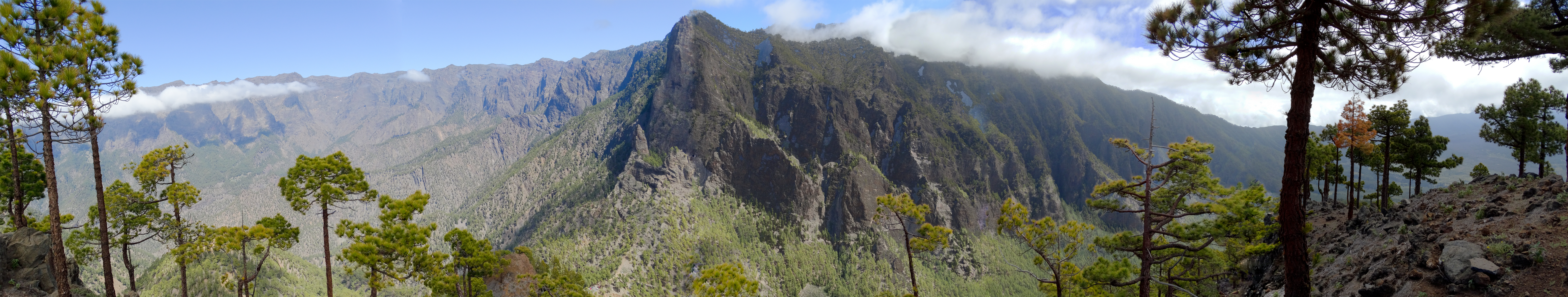
Панорама кальдеры Табуриенте
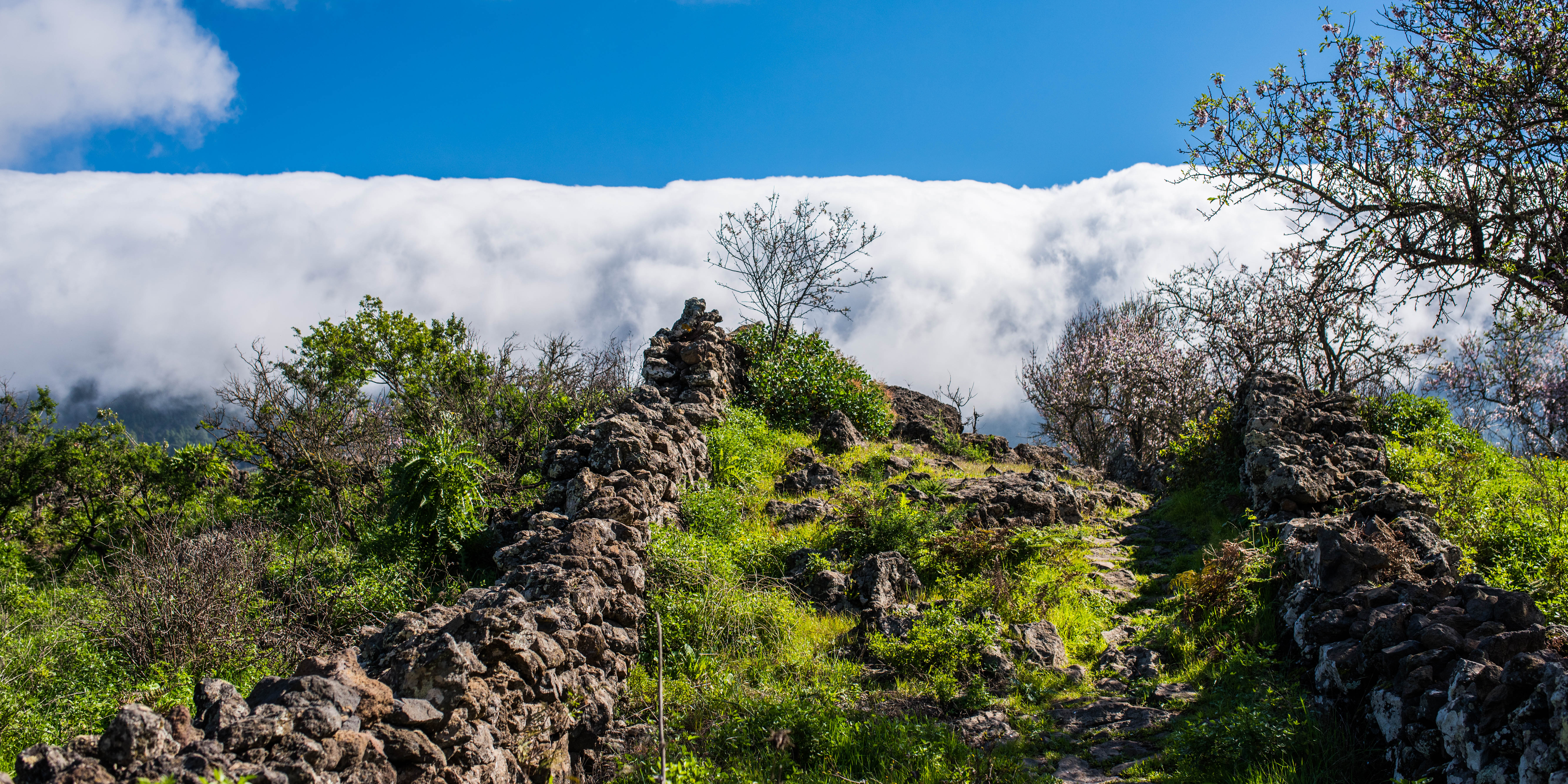
Кальдера Табуриенте
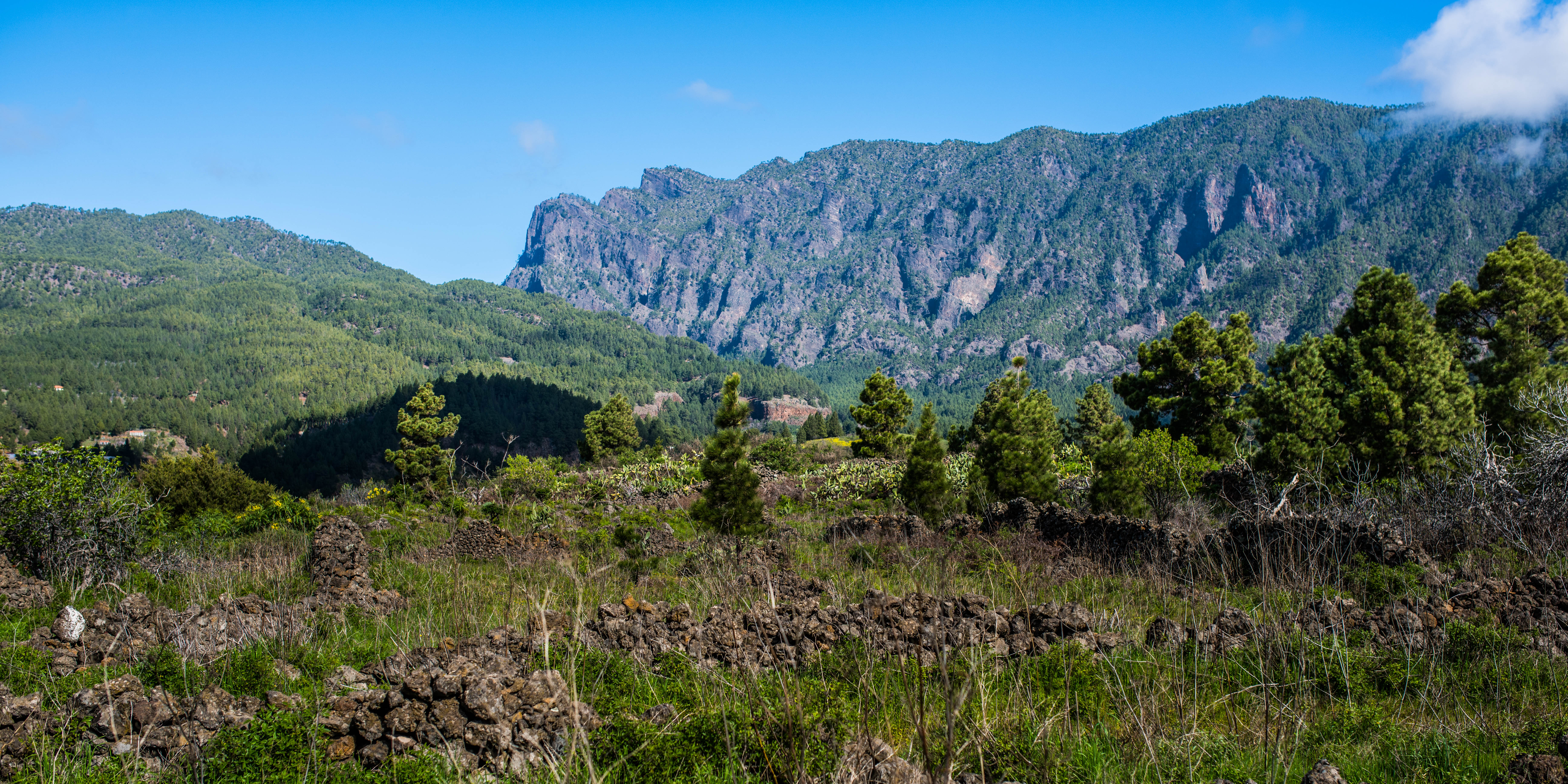
Кальдера Табуриенте
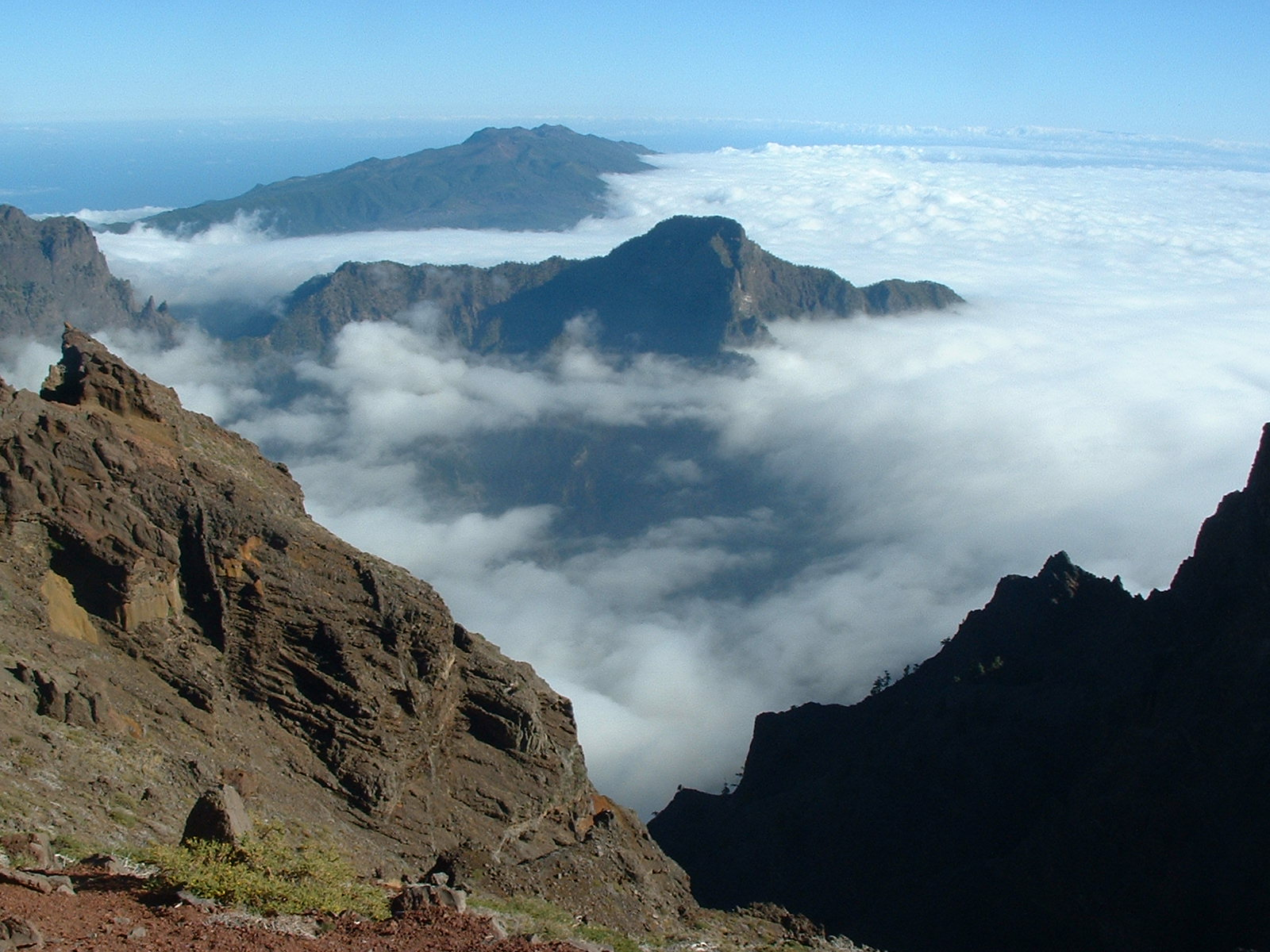
Кальдера Табуриенте
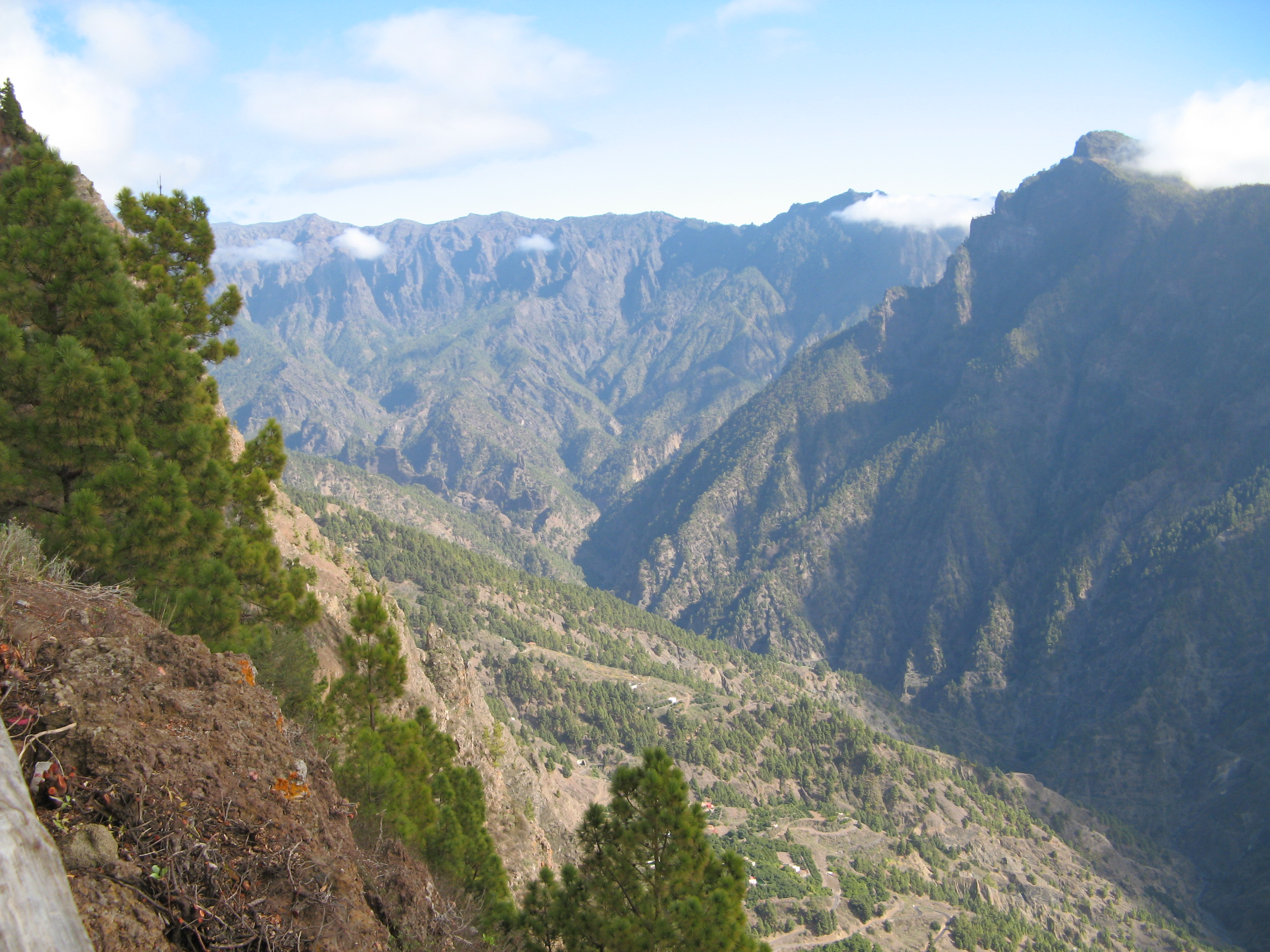
Кальдера Табуриенте
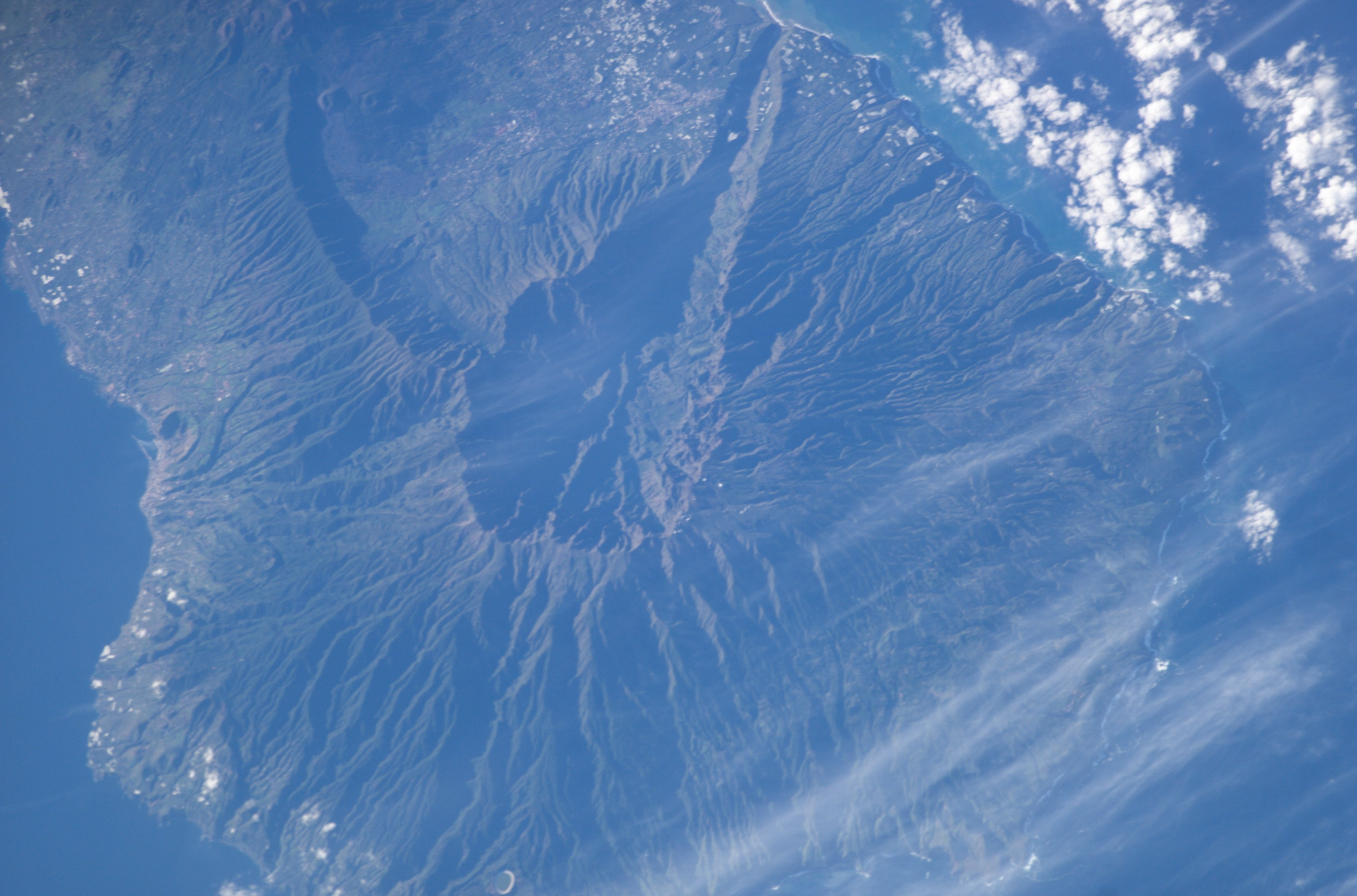
Спутниковое фото кальдеры Табуриенте